# Máximo Banguera
Máximo Orlando Banguera Valdivieso (* 16. prosince 1985, Guayaquil), zkráceně Máximo Banguera, je ekvádorský fotbalový brankář a reprezentant, který v současnosti hraje za ekvádorský klub Barcelona SC.

## Klubová kariéra
Jeho fotbalová kariéra začala v klubu CD ESPOLI. V roce 2008 odešel do jiného ekvádorského klubu Barcelona SC.
V březnu 2015 se v zápase Poháru osvoboditelů mezi Barcelona SC a kolumbijským klubem Atlético Nacional fauloval protihráče a aby se vyhl červené kartě a vyloučení, předstíral smrt. Rozhodčí se nenechal ošálit a vyloučil ho, jeho herecká etuda se navíc stala hitem internetu a terčem posměchu.

## Reprezentační kariéra
V A-mužstvu Ekvádoru debutoval v roce 2008.
Kolumbijský trenér Ekvádoru Reinaldo Rueda jej nominoval na Mistrovství světa 2014 v Brazílii, kde Ekvádor po prohře 1:2 se Švýcarskem, výhře 2:1 nad Hondurasem a remíze 0:0 s Francií obsadil se čtyřmi body nepostupové třetí místo v základní skupině E. Banguera nenastoupil ani k jednomu zápasu, byl náhradníkem brankářské jednotky Alexandra Domíngueze.